# Australian Open de 2017 - Dia a dia
Estes foram os jogos realizados nas quadras mais importantes a partir do primeiro dia das chaves principais.
Células em lavanda indicam sessão noturna.

## Dia 1 (16 de janeiro)
- Cabeças de chave eliminados: 
  - Simples masculino:  Lucas Pouille [16],  Pablo Cuevas [22],  Albert Ramos Viñolas [26]
  - Simples feminino:  Simona Halep [4],  Roberta Vinci [15],  Kiki Bertens [19],  Daria Kasatkina [23],  Laura Siegemund [26]

Ordem dos jogos:
| Rod Laver Arena             | Rod Laver Arena         | Rod Laver Arena      | Rod Laver Arena          |
| Evento                      | Vencedor(a)/(es/as)     | Derrotado(a)/(os/as) | Resultado                |
| --------------------------- | ----------------------- | -------------------- | ------------------------ |
| Simples feminino – 1ª fase  | Shelby Rogers           | Simona Halep [4]     | 6–3, 6–1                 |
| Simples feminino – 1ª fase  | Venus Williams [13]     | Kateryna Kozlova     | 7–65, 7–5                |
| Simples masculino – 1ª fase | Andy Murray [1]         | Illya Marchenko      | 7–5, 7–65, 6–2           |
| Simples feminino – 1ª fase  | Angelique Kerber [1]    | Lesia Tsurenko       | 6–2, 5–7, 6–2            |
| Simples masculino – 1ª fase | Roger Federer [17]      | Jürgen Melzer [Q]    | 7–5, 3–6, 6–2, 6–2       |
| Margaret Court Arena        |                         |                      |                          |
| Evento                      | Vencedor(a)/(es/as)     | Derrotado(a)/(os/as) | Resultado                |
| Simples feminino – 1ª fase  | Garbiñe Muguruza [7]    | Marina Erakovic      | 7–5, 6–4                 |
| Simples masculino – 1ª fase | Bernard Tomic [27]      | Thomaz Bellucci      | 6–2, 6–1, 6–4            |
| Simples feminino – 1ª fase  | Coco Vandeweghe         | Roberta Vinci [15]   | 6–1, 7–63                |
| Simples masculino – 1ª fase | Stan Wawrinka [4]       | Martin Kližan        | 4–6, 6–4, 7–5, 4–6, 6–4  |
| Simples feminino – 1ª fase  | Eugenie Bouchard        | Louisa Chirico       | 6–0, 6–4                 |
| Hisense Arena               |                         |                      |                          |
| Evento                      | Vencedor(a)/(es/as)     | Derrotado(a)/(os/as) | Resultado                |
| Simples masculino – 1ª fase | Kei Nishikori [5]       | Andrey Kuznetsov     | 5–7, 6–1, 6–4, 66–7, 6–2 |
| Simples feminino – 1ª fase  | Ashleigh Barty [WC]     | Annika Beck          | 6–4, 7–5                 |
| Simples feminino – 1ª fase  | Svetlana Kuznetsova [8] | Mariana Duque Mariño | 6–0, 6–1                 |
| Simples masculino – 1ª fase | Nick Kyrgios [14]       | Gastão Elias         | 6–1, 6–2, 6–2            |

## Dia 2 (17 de janeiro)
- Cabeças de chave eliminados: 
  - Simples masculino:  Feliciano López [28]
  - Simples feminino:  Samantha Stosur [18],  Tímea Babos [25]

Ordem dos jogos:
| Rod Laver Arena             | Rod Laver Arena         | Rod Laver Arena            | Rod Laver Arena         |
| Evento                      | Vencedor(a)/(es/as)     | Derrotado(a)/(os/as)       | Resultado               |
| --------------------------- | ----------------------- | -------------------------- | ----------------------- |
| Simples feminino – 1ª fase  | Karolína Plíšková [5]   | Sara Sorribes Tormo        | 6–2, 6–0                |
| Simples feminino – 1ª fase  | Serena Williams [2]     | Belinda Bencic             | 6–4, 6–3                |
| Simples masculino – 1ª fase | Rafael Nadal [9]        | Florian Mayer              | 6–3, 6–4, 6–4           |
| Simples masculino – 1ª fase | Novak Djokovic [2]      | Fernando Verdasco          | 6–1, 7–64, 6–2          |
| Simples feminino – 1ª fase  | Agnieszka Radwańska [3] | Tsvetana Pironkova         | 6–1, 4–6, 6–1           |
| Margaret Court Arena        |                         |                            |                         |
| Evento                      | Vencedor(a)/(es/as)     | Derrotado(a)/(os/as)       | Resultado               |
| Simples feminino – 1ª fase  | Johanna Konta [9]       | Kirsten Flipkens           | 7–5, 6–2                |
| Simples masculino – 1ª fase | Milos Raonic [3]        | Dustin Brown               | 6–3, 6–4, 6–2           |
| Simples feminino – 1ª fase  | Heather Watson          | Samantha Stosur [18]       | 6–3, 3–6, 6–0           |
| Simples masculino – 1ª fase | Grigor Dimitrov [15]    | Christopher O'Connell [WC] | 7–62, 6–3, 6–3          |
| Simples feminino – 1ª fase  | Daria Gavrilova [22]    | Naomi Broady               | 3–6, 6–4, 7–5           |
| Hisense Arena               |                         |                            |                         |
| Evento                      | Vencedor(a)/(es/as)     | Derrotado(a)/(os/as)       | Resultado               |
| Simples masculino – 1ª fase | Alexander Zverev [24]   | Robin Haase                | 6–2, 3–6, 5–7, 6–3, 6–2 |
| Simples feminino – 1ª fase  | Dominika Cibulková [6]  | Denisa Allertová           | 7–5, 6–2                |
| Simples feminino – 1ª fase  | Caroline Wozniacki [17] | Arina Rodionova [WC]       | 6–1, 6–2                |
| Simples masculino – 1ª fase | David Ferrer [21]       | Omar Jasika [WC]           | 6–3, 6–0, 6–2           |

## Dia 3 (18 de janeiro)
- Cabeças de chave eliminados: 
  - Simples masculino:  Marin Čilić [7],  Nick Kyrgios [14],  John Isner [19]
  - Simples feminino:  Carla Suárez Navarro [10],  Zhang Shuai [20],  Irina-Camelia Begu [27],  Mónica Puig [29]

Ordem dos jogos:
| Rod Laver Arena             | Rod Laver Arena         | Rod Laver Arena        | Rod Laver Arena           |
| Evento                      | Vencedor(a)/(es/as)     | Derrotado(a)/(os/as)   | Resultado                 |
| --------------------------- | ----------------------- | ---------------------- | ------------------------- |
| Simples feminino – 2ª fase  | Venus Williams [13]     | Stefanie Vögele [Q]    | 6–3, 6–2                  |
| Simples feminino – 2ª fase  | Angelique Kerber [1]    | Carina Witthöft        | 6–2, 36–7, 6–2            |
| Simples masculino – 2ª fase | Roger Federer [17]      | Noah Rubin [Q]         | 7–5, 6–3, 7–63            |
| Simples feminino – 2ª fase  | Garbiñe Muguruza [7]    | Samantha Crawford      | 7–5, 6–4                  |
| Simples masculino – 2ª fase | Andy Murray [1]         | Andrey Rublev [Q]      | 6–3, 6–0, 6–2             |
| Margaret Court Arena        |                         |                        |                           |
| Evento                      | Vencedor(a)/(es/as)     | Derrotado(a)/(os/as)   | Resultado                 |
| Simples feminino – 2ª fase  | Elina Svitolina [11]    | Julia Boserup [Q]      | 6–4, 6–1                  |
| Simples feminino – 2ª fase  | Svetlana Kuznetsova [8] | Jaimee Fourlis [WC]    | 6–2, 6–1                  |
| Simples masculino – 2ª fase | Stan Wawrinka [4]       | Steve Johnson          | 6–3, 6–4, 6–4             |
| Simples feminino – 2ª fase  | Ashleigh Barty [WC]     | Shelby Rogers          | 7–5, 6–1                  |
| Simples masculino – 2ª fase | Bernard Tomic [27]      | Víctor Estrella Burgos | 7–5, 7–64, 4–6, 7–65      |
| Hisense Arena               |                         |                        |                           |
| Evento                      | Vencedor(a)/(es/as)     | Derrotado(a)/(os/as)   | Resultado                 |
| Simples masculino – 2ª fase | Kei Nishikori [5]       | Jérémy Chardy          | 6–3, 6–4, 6–3             |
| Simples feminino – 2ª fase  | Jelena Janković         | Julia Görges           | 6–3, 6–4                  |
| Simples feminino – 2ª fase  | Eugenie Bouchard        | Peng Shuai             | 7–65, 6–2                 |
| Simples masculino – 2ª fase | Andreas Seppi           | Nick Kyrgios [14]      | 1–6, 16–7, 6–4, 6–2, 10–8 |

## Dia 4 (19 de janeiro)
- Cabeças de chave eliminados: 
  - Simples masculino:  Novak Djokovic [2]
  - Simples feminino:  Agnieszka Radwańska [3],  Alizé Cornet [28],  Yulia Putintseva [31]
  - Duplas masculinas:  Jamie Murray /  Bruno Soares [2],  Mate Pavić /  Alexander Peya [13]
  - Duplas femininas:  Julia Görges /  Karolína Plíšková [7],  Lucie Hradecká /  Kateřina Siniaková [10]

Ordem dos jogos:
| Rod Laver Arena             | Rod Laver Arena         | Rod Laver Arena         | Rod Laver Arena           |
| Evento                      | Vencedor(a)/(es/as)     | Derrotado(a)/(os/as)    | Resultado                 |
| --------------------------- | ----------------------- | ----------------------- | ------------------------- |
| Simples feminino – 2ª fase  | Johanna Konta [9]       | Naomi Osaka             | 6–4, 6–2                  |
| Simples feminino – 2ª fase  | Caroline Wozniacki [17] | Donna Vekić             | 6–1, 6–3                  |
| Simples masculino – 2ª fase | Denis Istomin [WC]      | Novak Djokovic [2]      | 7–68, 5–7, 2–6, 7–65, 6–4 |
| Simples feminino – 2ª fase  | Serena Williams [2]     | Lucie Šafářová          | 6–3, 6–4                  |
| Simples masculino – 2ª fase | Rafael Nadal [9]        | Marcos Baghdatis        | 6–3, 6–1, 6–3             |
| Margaret Court Arena        |                         |                         |                           |
| Evento                      | Vencedor(a)/(es/as)     | Derrotado(a)/(os/as)    | Resultado                 |
| Simples feminino – 2ª fase  | Karolína Plíšková [5]   | Anna Blinkova [Q]       | 6–0, 6–2                  |
| Simples feminino – 2ª fase  | Dominika Cibulková [6]  | Hsieh Su-wei            | 6–4, 7–68                 |
| Simples masculino – 2ª fase | Milos Raonic [3]        | Gilles Müller           | 6–3, 6–4, 7–64            |
| Simples feminino – 2ª fase  | Mirjana Lučić-Baroni    | Agnieszka Radwańska [3] | 6–3, 6–2                  |
| Simples masculino – 2ª fase | Dominic Thiem [8]       | Jordan Thompson         | 6–2, 6–1, 66–7, 6–4       |
| Hisense Arena               |                         |                         |                           |
| Evento                      | Vencedor(a)/(es/as)     | Derrotado(a)/(os/as)    | Resultado                 |
| Simples feminino – 2ª fase  | Ekaterina Makarova [30] | Sara Errani             | 6–2, 3–2, ab.             |
| Simples masculino – 2ª fase | Grigor Dimitrov [15]    | Chung Hyeon             | 1–6, 6–4, 6–4, 6–4        |
| Simples masculino – 2ª fase | Gaël Monfils [6]        | Alexandr Dolgopolov     | 6–3, 6–4, 1–6, 6–0        |
| Simples feminino – 2ª fase  | Daria Gavrilova [22]    | Ana Konjuh              | 6–2, 1–6, 6–4             |

## Dia 5 (20 de janeiro)
- Cabeças de chave eliminados: 
  - Simples masculino:  Tomáš Berdych [10],  Jack Sock [23],  Bernard Tomic [27],  Viktor Troicki [29],  Sam Querrey [31]
  - Simples feminino:  Elina Svitolina [11],  Anastasija Sevastova [32]
  - Duplas masculinas:  Daniel Nestor /  Édouard Roger-Vasselin [8],  Rohan Bopanna /  Pablo Cuevas [15]
  - Duplas mistas:  Lucie Hradecká /  Radek Štěpánek [7]

Ordem dos jogos:
| Rod Laver Arena             | Rod Laver Arena               | Rod Laver Arena           | Rod Laver Arena      |
| Evento                      | Vencedor(a)/(es/as)           | Derrotado(a)/(os/as)      | Resultado            |
| --------------------------- | ----------------------------- | ------------------------- | -------------------- |
| Simples feminino – 3ª fase  | Coco Vandeweghe               | Eugenie Bouchard          | 6–4, 3–6, 7–5        |
| Simples feminino – 3ª fase  | Angelique Kerber [1]          | Kristýna Plíšková         | 6–0, 6–4             |
| Simples masculino – 3ª fase | Stan Wawrinka [4]             | Viktor Troicki [29]       | 3–6, 6–2, 6–2, 7–67  |
| Simples feminino – 3ª fase  | Mona Barthel [Q]              | Ashleigh Barty [WC]       | 6–4, 3–6, 6–3        |
| Simples masculino – 3ª fase | Roger Federer [17]            | Tomáš Berdych [10]        | 6–2, 6–4, 6–4        |
| Margaret Court Arena        |                               |                           |                      |
| Evento                      | Vencedor(a)/(es/as)           | Derrotado(a)/(os/as)      | Resultado            |
| Simples feminino – 3ª fase  | Anastasia Pavlyuchenkova [24] | Elina Svitolina [11]      | 7–5, 4–6, 6–3        |
| Simples masculino – 3ª fase | Jo-Wilfried Tsonga [12]       | Jack Sock [23]            | 7–64, 7–5, 86–7, 6–3 |
| Simples feminino – 3ª fase  | Venus Williams [13]           | Duan Yingying             | 6–1, 6–0             |
| Simples masculino – 3ª fase | Kei Nishikori [5]             | Lukáš Lacko [Q]           | 6–4, 6–4, 6–4        |
| Simples feminino – 3ª fase  | Garbiñe Muguruza [7]          | Anastasija Sevastova [32] | 6–4, 6–2             |
| Hisense Arena               |                               |                           |                      |
| Evento                      | Vencedor(a)/(es/as)           | Derrotado(a)/(os/as)      | Resultado            |
| Simples feminino – 3ª fase  | Svetlana Kuznetsova [8]       | Jelena Janković           | 6–4, 5–7, 9–7        |
| Simples masculino – 3ª fase | Andy Murray [1]               | Sam Querrey [31]          | 6–4, 6–2, 6–4        |
| Simples masculino – 3ª fase | Daniel Evans                  | Bernard Tomic [27]        | 7–5, 7–62, 7–63      |

## Dia 6 (21 de janeiro)
- Cabeças de chave eliminados: 
  - Simples masculino:  Richard Gasquet [18],  Ivo Karlović [20],  David Ferrer [21],  Alexander Zverev [24],  Gilles Simon [25],  Pablo Carreño Busta [30],  Philipp Kohlschreiber [32]
  - Simples feminino:  Dominika Cibulková [6],  Timea Bacsinszky [12],  Elena Vesnina [14],  Caroline Wozniacki [17],  Caroline Garcia [21]
  - Duplas masculinas:  Raven Klaasen /  Rajeev Ram [6],  Treat Huey /  Max Mirnyi [10]
  - Duplas femininas:  Martina Hingis /  Coco Vandeweghe [5],  Kiki Bertens /  Johanna Larsson [14]

Ordem dos jogos:
| Rod Laver Arena             | Rod Laver Arena                          | Rod Laver Arena                        | Rod Laver Arena          |
| Evento                      | Vencedor(a)/(es/as)                      | Derrotado(a)/(os/as)                   | Resultado                |
| --------------------------- | ---------------------------------------- | -------------------------------------- | ------------------------ |
| Simples feminino – 3ª fase  | Ekaterina Makarova [30]                  | Dominika Cibulková                     | 6–2, 36–7, 6–3           |
| Simples feminino – 3ª fase  | Serena Williams [2]                      | Nicole Gibbs                           | 6–1, 6–3                 |
| Simples masculino – 3ª fase | Rafael Nadal [9]                         | Alexander Zverev [24]                  | 4–6, 6–3, 56–7, 6–3, 6–2 |
| Simples feminino – 3ª fase  | Daria Gavrilova [22]                     | Timea Bacsinszky [12]                  | 6–3, 5–7, 6–4            |
| Simples masculino – 3ª fase | Grigor Dimitrov [15]                     | Richard Gasquet [18]                   | 6–3, 6–2, 6–4            |
| Margaret Court Arena        |                                          |                                        |                          |
| Evento                      | Vencedor(a)/(es/as)                      | Derrotado(a)/(os/as)                   | Resultado                |
| Simples feminino – 3ª fase  | Barbora Strýcová [16]                    | Caroline Garcia [21]                   | 6–2, 7–5                 |
| Simples masculino – 3ª fase | Dominic Thiem [8]                        | Benoît Paire                           | 6–1, 4–6, 6–4, 6–4       |
| Simples feminino – 3ª fase  | Johanna Konta [9]                        | Caroline Wozniacki [17]                | 6–3, 6–1                 |
| Simples masculino – 3ª fase | Gaël Monfils [6]                         | Philipp Kohlschreiber [32]             | 6–3, 7–61, 6–4           |
| Simples feminino – 3ª fase  | Karolína Plíšková [5]                    | Jeļena Ostapenko                       | 4–6, 6–0, 10–8           |
| Hisense Arena               |                                          |                                        |                          |
| Evento                      | Vencedor(a)/(es/as)                      | Derrotado(a)/(os/as)                   | Resultado                |
| Duplas masculinas lendárias | John McEnroe Patrick McEnroe             | Mansour Bahrami Fabrice Santoro        | 4–2, 2–4, 4–1            |
| Duplas masculinas – 3ª fase | David Goffin [11]                        | Ivo Karlović [20]                      | 6–3, 6–2, 6–4            |
| Duplas masculinas lendárias | Jonas Björkman Thomas Johansson          | Wayne Ferreira Henri Leconte           | 4–3(5–3), 4–2            |
| Duplas femininas – 2ª fase  | Ashleigh Barty [WC] Casey Dellacqua [WC] | Martina Hingis [5] Coco Vandeweghe [5] | 6–2, 7–5                 |
| Duplas masculinas – 3ª fase | Milos Raonic [3]                         | Gilles Simon [25]                      | 6–2, 7–65, 3–6, 6–3      |

## Dia 7 (22 de janeiro)
- Cabeças de chave eliminados: 
  - Simples masculino:  Andy Murray [1],  Kei Nishikori [5]
  - Simples feminino:  Angelique Kerber [1],  Svetlana Kuznetsova [8]
  - Duplas masculinas:  Feliciano López /  Marc López [5],  Jean-Julien Rojer /  Horia Tecău [11],  Dominic Inglot /  Florin Mergea [16]
  - Duplas femininas:  Sania Mirza /  Barbora Strýcová [4],  Vania King /  Yaroslava Shvedova [8]
  - Duplas mistas:  Andrea Hlaváčková /  Édouard Roger-Vasselin [3],  Chan Hao-ching /  Max Mirnyi [4],  Barbora Krejčíková /  Rajeev Ram [8]

Ordem dos jogos:
| Rod Laver Arena             | Rod Laver Arena                             | Rod Laver Arena                         | Rod Laver Arena          |
| Evento                      | Vencedor(a)/(es/as)                         | Derrotado(a)/(os/as)                    | Resultado                |
| --------------------------- | ------------------------------------------- | --------------------------------------- | ------------------------ |
| Simples feminino – 4ª fase  | Anastasia Pavlyuchenkova [24]               | Svetlana Kuznetsova [8]                 | 6–3, 6–3                 |
| Simples feminino – 4ª fase  | Venus Williams [13]                         | Mona Barthel [Q]                        | 6–3, 7–5                 |
| Simples masculino – 4ª fase | Mischa Zverev                               | Andy Murray [1]                         | 7–5, 5–7, 6–2, 6–4       |
| Simples masculino – 4ª fase | Roger Federer [17]                          | Kei Nishikori [5]                       | 46–7, 6–4, 6–1, 4–6, 6–3 |
| Simples feminino – 4ª fase  | Coco Vandeweghe                             | Angelique Kerber [1]                    | 6–2, 6–3                 |
| Margaret Court Arena        |                                             |                                         |                          |
| Evento                      | Vencedor(a)/(es/as)                         | Derrotado(a)/(os/as)                    | Resultado                |
| Duplas masculinas – 3ª fase | Marc Polmans [WC] Andrew Whittington [WC]   | Jean-Julien Rojer [11] Horia Tecău [11] | 7–65, 7–65               |
| Duplas masculinas – 3ª fase | Alex Bolt [WC] Bradley Mousley [WC]         | Sam Querrey Donald Young                | 7–5, 3–6, 7–5            |
| Simples masculino – 4ª fase | Stan Wawrinka [4]                           | Andreas Seppi                           | 7–62, 7–64, 7–64         |
| Simples feminino – 4ª fase  | Garbiñe Muguruza [7]                        | Sorana Cîrstea                          | 6–2, 6–3                 |
| Hisense Arena               |                                             |                                         |                          |
| Evento                      | Vencedor(a)/(es/as)                         | Derrotado(a)/(os/as)                    | Resultado                |
| Duplas masculinas – 3ª fase | Pierre-Hugues Herbert [1] Nicolas Mahut [1] | Dominic Inglot [16] Florin Mergea [16]  | 2–6, 7–5, 6–2            |
| Duplas mistas – 1ª fase     | Casey Dellacqua [WC] Matt Reid [WC]         | Barbora Krejčíková [8] Rajeev Ram [8]   | 5–7, 7–62, [10–7]        |
| Duplas masculinas lendárias | Mansour Bahrami Fabrice Santoro             | Pat Cash Goran Ivanišević               | 4–3(5–3), 4–1            |
| Simples masculino – 4ª fase | Jo-Wilfried Tsonga [12]                     | Daniel Evans                            | 46–7, 6–2, 6–4, 6–4      |

## Dia 8 (23 de janeiro)
- Cabeças de chave eliminados: 
  - Simples masculino:  Gaël Monfils [6],  Dominic Thiem [8],  Roberto Bautista Agut [13]
  - Simples feminino:  Barbora Strýcová [16],  Daria Gavrilova [22],  Ekaterina Makarova [30]
  - Duplas masculinas:  Łukasz Kubot /  Marcelo Melo [7],  Juan Sebastián Cabal /  Robert Farah [14]
  - Duplas femininas:  Katarina Srebotnik /  Zheng Saisai [13]

Ordem dos jogos:
| Rod Laver Arena             | Rod Laver Arena                          | Rod Laver Arena                             | Rod Laver Arena     |
| Evento                      | Vencedor(a)/(es/as)                      | Derrotado(a)/(os/as)                        | Resultado           |
| --------------------------- | ---------------------------------------- | ------------------------------------------- | ------------------- |
| Simples feminino – 4ª fase  | Serena Williams [2]                      | Barbora Strýcová [16]                       | 7–5, 6–4            |
| Simples masculino – 4ª fase | David Goffin [11]                        | Dominic Thiem [8]                           | 5–7, 7–64, 6–2, 6–2 |
| Duplas mistas – 2ª fase     | Martina Hingis [WC] Leander Paes [WC]    | Casey Dellacqua [WC] Matt Reid [WC]         | 6–2, 6–3            |
| Simples feminino – 4ª fase  | Karolína Plíšková [5]                    | Daria Gavrilova [22]                        | 6–3, 6–3            |
| Simples masculino – 4ª fase | Rafael Nadal [9]                         | Gaël Monfils [6]                            | 6–3, 6–3, 4–6, 6–4  |
| Margaret Court Arena        |                                          |                                             |                     |
| Evento                      | Vencedor(a)/(es/as)                      | Derrotado(a)/(os/as)                        | Resultado           |
| Duplas masculinas – 3ª fase | Bob Bryan [3] Mike Bryan [3]             | Brian Baker Nikola Mektić                   | 6–3, 7–611          |
| Simples feminino – 4ª fase  | Johanna Konta [9]                        | Ekaterina Makarova [30]                     | 6–1, 6–4            |
| Simples feminino – 4ª fase  | Mirjana Lučić-Baroni                     | Jennifer Brady [Q]                          | 6–4, 6–2            |
| Simples masculino – 4ª fase | Grigor Dimitrov [15]                     | Denis Istomin [WC]                          | 2–6, 7–62, 6–2, 6–1 |
| Hisense Arena               |                                          |                                             |                     |
| Evento                      | Vencedor(a)/(es/as)                      | Derrotado(a)/(os/as)                        | Resultado           |
| Duplas femininas – 3ª fase  | Ashleigh Barty [WC] Casey Dellacqua [WC] | Anna-Lena Grönefeld Květa Peschke           | 6–4, 6–4            |
| Duplas masculinas – 3ª fase | Henri Kontinen [4] John Peers [4]        | Juan Sebastián Cabal [14] Robert Farah [14] | 6–73, 7–65, 7–61    |
| Duplas masculinas – 3ª fase | Sam Groth Chris Guccione                 | Marcus Daniell Marcelo Demoliner            | 7–69, 6–3           |
| Simples masculino – 4ª fase | Milos Raonic [3]                         | Roberto Bautista Agut [13]                  | 7–66, 3–6, 6–4, 6–1 |

## Dia 9 (24 de janeiro)
- Cabeças de chave eliminados: 
  - Simples masculino:  Jo-Wilfried Tsonga [12]
  - Simples feminino:  Garbiñe Muguruza [7],  Anastasia Pavlyuchenkova [24]
  - Duplas masculinas:  Ivan Dodig /  Marcel Granollers [9]
  - Duplas femininas:  Ekaterina Makarova /  Elena Vesnina [3],  Raquel Atawo /  Xu Yifan [11]
  - Duplas mistas:  Chan Yung-jan /  Łukasz Kubot [5],  Kateřina Siniaková /  Bruno Soares [6]

Ordem dos jogos:
| Rod Laver Arena                      | Rod Laver Arena                             | Rod Laver Arena                          | Rod Laver Arena         |
| Evento                               | Vencedor(a)/(es/as)                         | Derrotado(a)/(os/as)                     | Resultado               |
| ------------------------------------ | ------------------------------------------- | ---------------------------------------- | ----------------------- |
| Simples feminino – Quartas de final  | Venus Williams [13]                         | Anastasia Pavlyuchenkova [24]            | 6–4, 7–63               |
| Simples feminino – Quartas de final  | Coco Vandeweghe                             | Garbiñe Muguruza [7]                     | 6–4, 6–0                |
| Simples masculino – Quartas de final | Stan Wawrinka [4]                           | Jo-Wilfried Tsonga [12]                  | 7–62, 6–4, 6–3          |
| Simples masculino – Quartas de final | Roger Federer [17]                          | Mischa Zverev                            | 6–1, 7–5, 6–2           |
| Duplas femininas – Quartas de final  | Caroline Garcia [1] Kristina Mladenovic [1] | Ashleigh Barty [WC] Casey Dellacqua [WC] | 1–6, 6–2, 6–1           |
| Margaret Court Arena                 |                                             |                                          |                         |
| Evento                               | Vencedor(a)/(es/as)                         | Derrotado(a)/(os/as)                     | Resultado               |
| Duplas masculinas lendárias          | Michael Chang Todd Martin                   | John McEnroe Patrick McEnroe             | 1–4, 4–3(5–2), 4–3(5–4) |
| Duplas masculinas – Quartas de final | Bob Bryan [3] Mike Bryan [3]                | Ivan Dodig [9] Marcel Granollers [9]     | 7–65, 5–7, 6–4          |
| Duplas masculinas lendárias          | Mansour Bahrami Todd Woodbridge             | Jacco Eltingh Paul Haarhuis              | 4–2, 1–4, 4–3(5–4)      |
| Duplas mistas – 2ª fase              | Samantha Stosur [WC] Sam Groth [WC]         | Darija Jurak Jean-Julien Rojer           | 7–66, 7–5               |
| Duplas masculinas – Quartas de final | Pablo Carreño Busta Guillermo García-López  | Alex Bolt [WC] Bradley Mousley [WC]      | 7–64, 4–6, 6–3          |

## Dia 10 (25 de janeiro)
- Cabeças de chave eliminados: 
  - Simples masculino:  Milos Raonic [3],  David Goffin [11]
  - Simples feminino:  Karolína Plíšková [5],  Johanna Konta [9]
  - Duplas masculinas:  Pierre-Hugues Herbert /  Nicolas Mahut [1]
  - Duplas femininas:  Caroline Garcia /  Kristina Mladenovic [1]

Ordem dos jogos:
| Rod Laver Arena                      | Rod Laver Arena                           | Rod Laver Arena                             | Rod Laver Arena    |
| Evento                               | Vencedor(a)/(es/as)                       | Derrotado(a)/(os/as)                        | Resultado          |
| ------------------------------------ | ----------------------------------------- | ------------------------------------------- | ------------------ |
| Simples feminino – Quartas de final  | Mirjana Lučić-Baroni                      | Karolína Plíšková [5]                       | 6–4, 3–6, 6–4      |
| Simples feminino – Quartas de final  | Serena Williams [2]                       | Johanna Konta [9]                           | 6–2, 6–3           |
| Simples masculino – Quartas de final | Grigor Dimitrov [15]                      | David Goffin [11]                           | 6–3, 6–2, 6–4      |
| Simples masculino – Quartas de final | Rafael Nadal [9]                          | Milos Raonic [3]                            | 6–4, 7–67, 6–4     |
| Duplas masculinas – Quartas de final | Henri Kontinen [4] John Peers [4]         | Sam Groth Chris Guccione                    | 7–5, 6–3           |
| Margaret Court Arena                 |                                           |                                             |                    |
| Evento                               | Vencedor(a)/(es/as)                       | Derrotado(a)/(os/as)                        | Resultado          |
| Duplas masculinas lendárias          | Todd Woodbridge Thomas Johansson          | Wayne Arthurs Richard Fromberg              | 4–2, 1–4, 4–3(5–3) |
| Duplas mistas – Quartas de final     | Abigail Spears Juan Sebastián Cabal       | Michaëlla Krajicek Raven Klaasen            | 6–4, 6–3           |
| Duplas masculinas – Quartas de final | Marc Polmans [WC] Andrew Whittington [WC] | Pierre-Hugues Herbert [1] Nicolas Mahut [1] | 7–62, 2–6, 6–4     |
| Duplas femininas – Semifinais        | Andrea Hlaváčková [12] Peng Shuai [12]    | Caroline Garcia [1] Kristina Mladenovic [1] | 7–64, 6–2          |

## Dia 11 (26 de janeiro)
- Cabeças de chave eliminados: 
  - Simples masculino:  Stan Wawrinka [4]
  - Duplas mistas:  Bethanie Mattek-Sands /  Mike Bryan [1]

Ordem dos jogos:
| Rod Laver Arena                             | Rod Laver Arena                     | Rod Laver Arena                            | Rod Laver Arena         |
| Evento                                      | Vencedor(a)/(es/as)                 | Derrotado(a)/(os/as)                       | Resultado               |
| ------------------------------------------- | ----------------------------------- | ------------------------------------------ | ----------------------- |
| Duplas masculinas – Semifinais              | Bob Bryan [3] Mike Bryan [3]        | Pablo Carreño Busta Guillermo García-López | 7–61, 6–3               |
| Simples feminino – Semifinais               | Venus Williams [13]                 | Coco Vandeweghe                            | 36–7, 6–2, 6–3          |
| Simples feminino – Semifinais               | Serena Williams [2]                 | Mirjana Lučić-Baroni                       | 6–2, 6–1                |
| Simples masculino – Semifinais              | Roger Federer [17]                  | Stan Wawrinka [4]                          | 7–5, 6–3, 1–6, 4–6, 6–3 |
| Duplas masculinas lendárias                 | John McEnroe Patrick McEnroe        | Pat Cash Goran Ivanišević                  | 2–4, 4–3(5–2), 4–2      |
| Margaret Court Arena                        |                                     |                                            |                         |
| Evento                                      | Vencedor(a)/(es/as)                 | Derrotado(a)/(os/as)                       | Resultado               |
| Simples feminino juvenil – Quartas de final | Rebeka Masarova [1]                 | Mai Hontama [10]                           | 6–3, 6–1                |
| Duplas masculinas lendárias                 | Wayne Arthurs Richard Fromberg      | Wayne Ferreira Henri Leconte               | 4–3(5–2), 1–4, 4–2      |
| Duplas masculinas lendárias                 | Mansour Bahrami Fabrice Santoro     | Thomas Johansson Todd Woodbridge           | 4–2, 4–3(5–4)           |
| Duplas masculinas – Semifinais              | Henri Kontinen [4] John Peers [4]   | Marc Polmans [WC] Andrew Whittington [WC]  | 6–4, 6–4                |
| Duplas mistas – Quartas de final            | Elina Svitolina Chris Guccione      | Bethanie Mattek-Sands [1] Mike Bryan [1]   | w.o.                    |
| Duplas mistas – Quartas de final            | Samantha Stosur [WC] Sam Groth [WC] | Martina Hingis [WC] Leander Paes [WC]      | 6–3, 6–2                |

## Dia 12 (27 de janeiro)
- Cabeças de chave eliminados: 
  - Simples masculino:  Grigor Dimitrov [15]
  - Duplas femininas:  Andrea Hlaváčková /  Peng Shuai [12]

Ordem dos jogos:
| Rod Laver Arena                        | Rod Laver Arena                              | Rod Laver Arena                        | Rod Laver Arena           |
| Evento                                 | Vencedor(a)/(es/as)                          | Derrotado(a)/(os/as)                   | Resultado                 |
| -------------------------------------- | -------------------------------------------- | -------------------------------------- | ------------------------- |
| Duplas mistas – Semifinais             | Sania Mirza [2] Ivan Dodig [2]               | Samantha Stosur Sam Groth              | 6–4, 2–6, [10–5]          |
| Duplas femininas – Final               | Bethanie Mattek-Sands [2] Lucie Šafářová [2] | Andrea Hlaváčková [12] Peng Shuai [12] | 46–7, 6–3, 6–3            |
| Simples masculino – Semifinais         | Rafael Nadal [9]                             | Grigor Dimitrov [15]                   | 6–3, 5–7, 7–65, 46–7, 6–4 |
| Margaret Court Arena                   |                                              |                                        |                           |
| Evento                                 | Vencedor(a)/(es/as)                          | Derrotado(a)/(os/as)                   | Resultado                 |
| Simples masculino juvenil – Semifinais | Yshai Oliel [4]                              | Wu Yibing [1]                          | 6–4, 3–6, 6–2             |
| Duplas mistas – Semifinais             | Abigail Spears Juan Sebastián Cabal          | Elina Svitolina Chris Guccione         | 7–61, 6–2                 |
| Duplas masculinas lendárias            | Wayne Arthurs Richard Fromberg               | Michael Chang Todd Martin              | 4–1, 1–4, 4–3(5–4)        |

## Dia 13 (28 de janeiro)
- Cabeças de chave eliminados: 
  - Simples feminino:  Venus Williams [13]
  - Duplas masculinas:  Bob Bryan /  Mike Bryan [3]

Ordem dos jogos:
| Rod Laver Arena                         | Rod Laver Arena                   | Rod Laver Arena              | Rod Laver Arena |
| Evento                                  | Vencedor(a)/(es/as)               | Derrotado(a)/(os/as)         | Resultado       |
| --------------------------------------- | --------------------------------- | ---------------------------- | --------------- |
| Simples feminino juvenil – Final        | Marta Kostyuk [11]                | Rebeka Masarova [1]          | 7–5, 1–6, 6–4   |
| Simples tetraplégico cadeirante – Final | Dylan Alcott [1]                  | Andrew Lapthorne             | 6–2, 6–2        |
| Simples feminino – Final                | Serena Williams [2]               | Venus Williams [13]          | 6–4, 6–4        |
| Duplas masculinas – Final               | Henri Kontinen [4] John Peers [4] | Bob Bryan [3] Mike Bryan [3] | 7–5, 7–5        |

## Dia 14 (29 de janeiro)
- Cabeças de chave eliminados: 
  - Simples masculino:  Rafael Nadal [9]
  - Duplas mistas:  Sania Mirza /  Ivan Dodig [2]

Ordem dos jogos:
| Rod Laver Arena           | Rod Laver Arena                     | Rod Laver Arena                | Rod Laver Arena         |
| Evento                    | Vencedor(a)/(es/as)                 | Derrotado(a)/(os/as)           | Resultado               |
| ------------------------- | ----------------------------------- | ------------------------------ | ----------------------- |
| Duplas mistas – Final     | Abigail Spears Juan Sebastián Cabal | Sania Mirza [2] Ivan Dodig [2] | 6–2, 6–4                |
| Simples masculino – Final | Roger Federer [17]                  | Rafael Nadal [9]               | 6–4, 3–6, 6–1, 3–6, 6–3 |